# 森田幸一
森田 幸一（もりた こういち、1965年9月21日 - ）は、大阪府出身の元プロ野球選手（投手）、野球指導者。

## 経歴
北陽高校では2年夏、秋と府大会ベスト4、近畿大学へ進学するが、1学年上に西岡剛、同期に山内嘉弘、木村恵二らがおり、登板機会は少なかった。
大学卒業後は、住友金属に入社。1989年には都市対抗野球で松下電器の補強選手として準決勝で先発したが、優勝したプリンスホテルに敗れた。この時の松下電器のエースは潮崎哲也で、大学同期の木村も補強選手として登板していた。同年は阪神タイガースの入団テストで合格したが、住金側との摩擦を恐れた阪神は、ドラフトでの指名を見送った。「25歳で妻子もいる。よく考えないと」と一度はプロ入りを断念しかけたが、「プロへ行くならドラフトにかかる選手になれ」などと慰留され、会社に残留。翌年も都市対抗野球に補強選手として登板した。
1990年のプロ野球ドラフト会議で中日ドラゴンズから5位指名を受け入団。1位指名の小島弘務は社会人時代の同僚であった（小島は退職後の指名）。
プロ入り時に大学時代に結婚していた夫人が「子供の為にも安定した生活を」と懇願し、社会人に残留ことを求めたが、それを振り切ってプロ入りを実現した。
1991年、与田剛投手の故障によりルーキーながらストッパーに抜擢され、1年目から50試合に登板し、10勝3敗17セーブを挙げて新人王に輝く。この年にプロ初打席初本塁打を打つなど、ストッパーで打席数が少ない（13打数）にもかかわらず、初年度に2本のホームランを放っている。2号は7月9日のナゴヤ球場の阪神戦で中田良弘から打ったソロ本塁打で、通算でもこの2本塁打であった。
1992年に与田の復帰によりセットアッパーに転向し、開幕戦で2年連続で勝ち投手になり、下位に低迷するチームの中6月には3勝を挙げた。オールスター明けには先発登板しプロ初完投勝利を挙げ、次の試合でも先発勝利するなど活躍したが、それ以降は先発としても勝てずリリーフでも失点を重ね、前年の成績を下回った。この年のシーズンオフにトレードを志願したが、実現しなかった。移籍先に在京球団を希望したと報道されたが、本人はこれを否定している。
1993年は二軍キャンプからのスタートとなり、再びストッパーに抜擢されるが結果を残せず、郭源治にその座を追われる。
翌年以降は肘の遊離軟骨の痛みに悩まされ、サイドスローへの転向など様々な試行錯誤をしたものの、結果を残せないまま1995年はついに一軍登板がゼロに終わり、この年のオフ復帰した監督の星野仙一の戦力構想からも外れて現役を引退した。
引退後は地元の企業で管理職を勤める傍ら、兵庫県の野球教室のピッチングコーチも務めていた。
2019年、社会人野球のクラブチーム、大阪ホークスドリームの投手コーチに就任。なお、プロフィールでは投手兼任コーチと掲載されているが、2022年の役員紹介では投手育成巡回コーチとなっている。

## 詳細情報

### 年度別投手成績
| 年 度     | 球 団     | 登 板 | 先 発 | 完 投 | 完 封 | 無 四 球 | 勝 利 | 敗 戦 | セ 丨 ブ | ホ 丨 ル ド | 勝 率 | 打 者 | 投 球 回 | 被 安 打 | 被 本 塁 打 | 与 四 球 | 敬 遠 | 与 死 球 | 奪 三 振 | 暴 投 | ボ 丨 ク | 失 点 | 自 責 点 | 防 御 率 | W H I P |
| --------- | --------- | ----- | ----- | ----- | ----- | -------- | ----- | ----- | -------- | ----------- | ----- | ----- | -------- | -------- | ----------- | -------- | ----- | -------- | -------- | ----- | -------- | ----- | -------- | -------- | ------- |
| 1991      | 中日      | 50    | 1     | 0     | 0     | 0        | 10    | 3     | 17       | --          | .769  | 365   | 89.0     | 78       | 10          | 26       |       | 2        | 78       | 0     | 0        | 32    | 30       | 3.03     | 1.17    |
| 1992      | 中日      | 41    | 6     | 1     | 0     | 1        | 6     | 5     | 4        | --          | .545  | 374   | 91.0     | 86       | 10          | 21       |       | 3        | 58       | 1     | 0        | 48    | 41       | 4.05     | 1.18    |
| 1993      | 中日      | 22    | 1     | 0     | 0     | 0        | 2     | 3     | 3        | --          | .400  | 130   | 28.1     | 36       | 3           | 12       |       | 0        | 15       | 1     | 0        | 18    | 15       | 4.76     | 1.69    |
| 1994      | 中日      | 4     | 1     | 0     | 0     | 0        | 0     | 2     | 0        | --          | .000  | 38    | 8.0      | 8        | 2           | 8        |       | 2        | 6        | 0     | 0        | 7     | 7        | 7.88     | 2.00    |
| 通算：4年 | 通算：4年 | 117   | 9     | 1     | 0     | 1        | 18    | 13    | 24       | --          | .581  | 907   | 216.1    | 208      | 25          | 67       |       | 7        | 157      | 2     | 0        | 105   | 93       | 3.87     | 1.27    |

### 表彰
- 新人王 （1991年）

### 記録
投手記録
- 初登板・初勝利：1991年4月6日、対読売ジャイアンツ1回戦（東京ドーム）、7回裏に4番手として救援登板、2回無失点
- 初奪三振：同上、7回裏に原辰徳から
- 初セーブ：1991年4月20日、対阪神タイガース2回戦（阪神甲子園球場）、8回裏に2番手として救援登板・完了、2回無失点
- 初先発：1991年10月14日、対横浜大洋ホエールズ27回戦（ナゴヤ球場）、6回1/3を3失点
- 初先発勝利・初完投勝利：1992年7月26日、対阪神タイガース18回戦（阪神甲子園球場）、9回1失点

打撃記録
- 初打席・初安打・初本塁打・初打点：1991年4月10日、対広島東洋カープ2回戦（ナゴヤ球場）、8回裏に秋村謙宏から右越ソロ

その他の記録
- オールスターゲーム出場：1回 （1991年）

### 背番号
- 45 （1991年 - 1995年）

## 関連情報

### 関連書籍
- 松永多佳倫著『マウンドに散った天才投手』（河出書房新社：2013年1月） ISBN 978-4-309-27384-6

### 応援歌
- 「モリタはスゴイ！」（歌：森田健作・森田公一、作詞：伊藤アキラ、作曲・編曲：森田公一、BMGビクター、1991年8月発売、品番：BVDH-8）